# ファミリー寄席
『ファミリー寄席』（ファミリーよせ）は、1971年11月25日から1972年3月30日までNET系列局で放送されていたNETテレビ（現・テレビ朝日）製作の演芸番組である。それ以前にも1971年11月25日から1972年1月27日まで『談志・円鏡のファミリー寄席』（だんし・えんきょうの - ）と題して放送されていた。放送時間は毎週木曜 20:00 - 20:56 （日本標準時）。

## 概要
スタジオでの公開番組。観客200人がスタジオにある円形のステージを取り囲むように座る中、出場コメディアンたちがステージ上で寄席芸を披露していた。出囃子は薗田憲一とデキシーキングスによるディキシーランド・ジャズで、落語で一般的に用いられる三味線などを使わずに行っていた。

## 出演者

### 司会
- 七代目立川談志（1971年11月25日 - 1972年1月27日）
- 月の家円蔵（後の八代目橘家圓蔵、1971年11月25日 - 1972年1月27日）
- 大野しげひさ（1972年2月3日 - 1972年3月30日）
- 東八郎（1972年2月3日 - 1972年3月30日）

### 出囃子担当
- 薗田憲一とデキシーキングス

### 主な出場者
- かしまし娘
- 五代目三遊亭圓楽
- 柳家小さん
- 東京ぼん太
- コロムビア・トップ・ライト
- 三遊亭圓歌
- 古今亭志ん朝
- 京唄子・鳳啓助
- 一龍斎貞鳳
- チャンバラトリオ
- Wけんじ
- 初代引田天功
- 桂小金治
- トリオ・ザ・パンチ
- 海老一染之助・染太郎
- 獅子てんや・瀬戸わんや

- 牧伸二
- 花菱アチャコ
- 正司敏江・玲児
- 殿さまキングス
- 三遊亭小圓遊
- 桂三枝（後の六代目桂文枝）
- ケーシー高峰
- 青空球児・好児
- はたけんじ
- 初代林家三平
- てんぷくトリオ
- おぼん・こぼん
- レツゴー三匹
- ゼンジー北京
- 古今亭志ん馬 (6代目)
- 若井はんじ・けんじ

| NET系列 木曜20:00枠                            | NET系列 木曜20:00枠                                                                                               | NET系列 木曜20:00枠                                   |
| 前番組                                         | 番組名 | 次番組                                                |
| ---------------------------------------------- | --- | ----------------------------------------------------- |
| 女・おとこ （1971年10月21日 - 1971年11月18日） | 談志・円鏡のファミリー寄席 （1971年11月25日 - 1972年1月27日） ↓ ファミリー寄席 （1971年11月25日 - 1972年3月30日） | ファミリースペシャル （1972年4月6日 - 1972年9月21日） |